# شاه أباد (باقران)
شاه أباد (بالإنجليزية: Shahabad, South Khorasan)‏ هي مستوطنة تقع في إيران في قسم باقران الريفي.